# Melanitis niyaga
Melanitis niyaga är en fjärilsart som beskrevs av Hans Fruhstorfer 1911. Melanitis niyaga ingår i släktet Melanitis och familjen praktfjärilar. Inga underarter finns listade i Catalogue of Life.